# Troso (Karanganom)
Troso is een bestuurslaag in het regentschap Klaten van de provincie Midden-Java, Indonesië. Troso telt 2236 inwoners (volkstelling 2010).